# Emfyzém
Plicní emfyzém (neboli rozedma plic, latinsky Emphysema pulmonum) znamená trvalé abnormální rozšíření dýchacích cest distálně od terminálních bronchiolů. Je charakterizován úbytkem plicní tkáně.

## Typy emfyzému
Emfyzém je klasifikován podle toho, jakou část dýchacích cest postihuje. Rozeznávají se čtyři typy emfyzému:
- Centroacinózní emfyzém

Postihuje centrální úsek respiračního bronchiolu, plicní sklípky zůstávají nepostiženy. Tento typ emfyzému je typicky spjatý s kouřením. Často bývá spojený s chronickou bronchitidou a spolu se nazývají chronická obstrukční plicní nemoc.
- Panacinární emfyzém

Postihuje jak bronchiolus tak plicní sklípky. Typicky se vyskytuje u pacientů s chyběním enzymu alfa-1-antitrypsin.
- Distální acinární emfyzém

Postihuje převážně plicní sklípky. Může zasahovat až pod poplicnici jako emfyzematózní bula (vzduchový puchýř). Jejím prasknutím vznikne spontánní pneumotorax.
- Nepravidelný emfyzém

Plíce jsou postiženy nepravidelně. Je asociován s jizvením, kdy jizva retrahuje (vtahuje) okolní plicní tkáň.

## Příčiny emfyzému
Existují dvě hypotézy pro vznik emfyzému:
1. Za jednu příčinu se považuje nerovnováha mezi proteázami (enzymy štěpící proteiny) a anti-proteázami (jejich přirozenými inhibitory). I ve zdravých plicích jsou bílé krvinky, které fungují jako obrana plic před různými vdechnutými patogeny. Tyto bílé krvinky (neutrofily a makrofágy) vypouštějí jako obranný působek enzymy – proteázy. Aby ale nedošlo k postižení plicní tkáně, funguje v těle systém jiných enzymů – anti-proteáz, který je s těmito proteázami v rovnováze. Jedna z těchto antiproteáz je i enzym alfa-1-antitrypsin. U některých jedinců se vyskytuje vrozený deficit tohoto enzymu. V plicích tedy převažují proteázy nad antiproteázami a poškozují tak plicní tkáň.
2. Druhá příčina je prokazatelně kouření. Při kouření vzniká trvale mírný zánět v plicích, takže bílé krvinky se zde akumulují. Dále při kouření vznikají volné kyslíkové radikály, které také poškozují plicní tkáň.[1]

## Příznaky emfyzému
Dušnost. Potíže s vydechováním. Jedincům se při vydechování zužují dýchací cesty, a tudíž mají pocit, že nemohou vydechnout. Hrozí riziko rozvoje plicní hypertenze a pravostranné srdeční selhání.